# Aleksandr Sizonenko
Aleksandr Alekséievich Sizonenko (Zaporozhia, Ucrania, 27 de julio de 1959 - San Petersburgo, Rusia, 5 de enero de 2012) fue un jugador de baloncesto soviético que midió 2,39 m (7′ 10″) de estatura y jugó de pívot. Su carrera transcurrió desde 1976 hasta 1986 en la Liga soviética y también participó en la Selección de su país. Debido a ello, está considerado como el jugador de baloncesto profesional más alto de la historia, ya que el libio Suleiman Ali Nashnush, de 2,45 m (8′ 0″) m, nunca fue jugador profesional.
Sizonenko jugó profesionalmente para el Spartak Leningrado (1976-1978) y para el Stroitel Kuíbyshev (1979–1986). También jugó con la Selección de la URSS, y lo hizo en doce ocasiones.
Fue medido por el Libro Guinness de los récords dando una talla de 2,39 m (7′ 10″) metros y fue nombrado el hombre más alto del mundo en 1991. Debido a su enorme crecimiento, su movilidad se vio afectada cada vez más.
Vivió en San Petersburgo, se casó y tuvo un hijo llamado Aleksandr, nacido en 1994.
A finales de 2011 Sizonenko fue trasladado a un hospital de San Petersburgo, debido a problemas cardíacos. Murió el 5 de enero de 2012. Tenía 52 años.

## Equipos
- 1976-1978: Spartak Leningrado
- 1979-1986: Stroitel Kuíbyshev